# Занадворов, Герман Леонидович
Герман Леонидович Занадворов (1 октября 1910, Пермь — 5 марта 1944, Ольховое, Одесская область) — русский советский прозаик, поэт, журналист.

## Биография

### Ранние годы
Родился 18 сентября (1 октября по новому стилю) 1910 года в Перми. Мать, Екатерина Павловна, была учительницей, отец, Леонид Петрович, — инженером-путейцем. По мужской линии Занадворовы происходили из старинных дворянских родов России, которые вели своё начало от петровских времён.
Герман был старшим из четырёх детей. Богатством семья похвастаться не могла, но родители старались уделять своим отпрыскам как можно больше внимания, каждое лето вывозили их в деревню, на «дачу». В доме была хорошая библиотека. Германа рос способным ребёнком, в пять лет он самостоятельно освоил чтение. Учиться начал, когда семья жила в Омске, причём сразу пошёл в третий класс. Позже он удивил родителей тем, что нарисовал декорации к сказке «Царевна-лягушка», вырезал фигурки героев и один сыграл все роли.
В детстве он увлекался конструированием игрушечных кораблей. Однажды построил паровой корабль; от горящего спирта нагревалась налитая в колбу вода, и струя пара, бившая из колбы через специальную трубку, приводила в движение лопаточное колесо. Сестра Татьяна Леонидовна запомнила, как они втроём — Герман, она и их брат Владислав — пускали на Нижнетагильском пруду парусный бриг «Виктория»[страница не указана 1412 дней].
В школьные годы главным увлечением Германа стала история. Он и его брат Владислав, который был на три года младше[страница не указана 1412 дней], много читали исторической литературы и придумывали сложные военные игры. Из бумаги они мастерили фигурки солдат, генералов и маршалов. Иногда численность их «армии» доходила до 500 «человек». Особенно популярной у братьев была игра в войну 1812 года. Тогда они ещё не подозревали, какую трагическую роль настоящая война сыграет в их судьбе.
Из-за профессии отца Занадворовы часто переезжали из одного города в другой, жили в Перми, Омске, Нижнем Тагиле, Ишиме, Челябинске, Свердловске… Братья с удовольствием ходили в походы, собирали коллекции камней, насекомых. Однажды близ станции Шарташ, что под Свердловском, нашли обломок бивня мамонта, который сдали в музей Нижнего Тагила[страница не указана 1412 дней]. Они хорошо учились и очень любили читать. Книги развили в них тягу к литературному творчеству. Герман начал писать ещё будучи школьником. Первыми его произведениями были статьи в стенгазету и стихи, напечатанные в газете «Тагильский рабочий».
В 1928 году Герман окончил школу в Нижнем Тагиле и поехал в город на Неве поступать на геологический факультет Ленинградского университета. Несмотря на прекрасную сдачу экзаменов его не приняли: происхождение было не рабоче-крестьянское. Брату Владиславу повезло больше: он решил учиться на геолога в Свердловске.

### Трудовая жизнь
Вскоре семья Занадворовых переехала в Челябинск. Герман устроился на работу в химическую лабораторию завода имени Д. В. Колющенко. Был мобилизован в армию, но до конца срока не дослужил, освободившись по болезни (в восьмом классе как-то переходил вброд холодную речку, сильная простуда привела к ревматизму и ревмокардиту[страница не указана 1412 дней]). Некоторое время поработал на заводе, затем перешёл в железнодорожную газету «На стальных путях» (в дальнейшем «Призыв»). В 1933 году в течение нескольких месяцев трудился в газете «Челябинский рабочий» корреспондентом промышленно-транспортного отдела.
Герман показал себя талантливым журналистом. Но мечтал он о чём-то более высоком, чем просто журналистские статьи. Ему не давала покоя идея написать роман об изобретателях паровоза Черепановых. Для этого он много времени уделял самообразованию, изучал историю Урала, великолепно разбирался в творчестве Д. Н. Мамина-Сибиряка. Он мог бы состояться как прекрасный журналист, стать выдающимся прозаиком, но болезни сильно мешали ему.
Пять лет Герман проработал в Челябинске. В 1934 году, по совету врачей, он сменил климат, переехав на Украину. В Киеве стал сотрудником «Рабочей газеты» и уже через год был назначен на должность ответственного секретаря редакции. Женился на сотруднице Марии Яремчук. Несмотря на переезд, болезни его не покидали, он часто лежал в больнице. В 1937 году он писал сестре:
«…Я достаточно точно знаю: лет мне отпущено не так уж много… По-моему, уж коли отпущен тебе малый срок, так проживи его как следует, сделай и узнай максимум того, что можно за это время».
 Этому принципу он не изменял до конца своей короткой жизни.
В 1940 году Занадворов с женой перевёлся на работу в политотдел Юго-Западной железной дороги. Он начал писать рассказы, книгу о Черепановых. Однако всё, что он тогда создал, впоследствии пропало во время войны.

### Война и гибель
Началась Великая Отечественная. Несмотря на инвалидность Германа, его вместе с женой зачислили в Пятую армию в качестве фронтовых журналистов. Армия попала в окружение, и Герман оказался в лагере военнопленных. Мария спасла его, уговорив полицаев отпустить больного мужа. Она решила отвезти полуживого Германа на свою родину, в деревню Ольховое (Грушковский район Одесской области, ныне — в Кировоградской области). Мария продала пальто, купила коня. Вначале она везла мужа верхом, но в пути лошадь пала, и дальше Мария везла его на тачке. В пути Герман уговаривал Марию: «Брось меня, я всё равно умру». С огромным трудом они добрались до Ольхового, преодолев 300 км по оккупированной территории. В деревне Мария вместе с родителями выхаживала больного, и ему постепенно становилось легче.

В оккупированном нацистами селе Герман и Мария прожили почти два с половиной года — с ноября 1941-го по март 1944-го. Занадворов организовал там сопротивление оккупантам. Подруга Марии Зинаида Сычевская, бывшая подпольщица из Ольхового, после войны работавшая учительницей, в воспоминаниях так описывала своё первое впечатление от знакомства с ним: 
«Герман Леонидович пришёл к нам в первых числах ноября 1941 года. Внешний вид Германа вызывал боль и жалость. Такой худой. Болезненный, бледный, впалые глаза, хромой. Невысокий. Но в этом физически слабом человеке было столько внутренней силы! Такие глубокие суждения и высокая культура. С первой встречи он вызвал к себе симпатию и уважение. Мы прислушивались к его советам, с ним было все понятно. От него веяло добротой и правдой, силой и теплом. Мы верили ему и поняли, что он наш вожак».
До того, как Герман появился в селе, местные жители, готовые к борьбе с фашистами, были неорганизованны. Занадворов сумел их объединить. Он возглавил подпольную группу «Победа», позже переименованную в «Красную звезду» (укр. «Червона Зiрка»), наладил связь с партизанами, придумывал для них тексты листовок, помогал жителям села избегать угона в Германию, добывал сведения о ситуации на фронтах. Друзьям удалось достать пишущую машинку для печатания листовок, собрать радиоприёмник. Зинаида Сычевская в своих воспоминаниях пишет: «Члены подпольной организации задерживали подводы с хлебом, который отправлялся в Германию, прятали и лечили партизан, помогали молодежи бежать и прятаться от угона в Германию, распространяли листовки, сеяли веру в победу».
Но главным занятием Занадворова в те тревожные дни была литература. По ночам, тайком, плотно закрыв ставни, на лежанке за занавеской он при свете коптилки на оборотных сторонах колхозных накладных писал карандашом свои рассказы, очерки, главы будущего романа о войне, вёл дневник. То, что он тогда писал, было обвинением фашизму и нацизму. Эти произведения — свидетельства зверств и бесчинств захватчиков. Они не оставляют читателя равнодушным. Рассказы Германа Занадворова лаконичны, правдивы и трагичны. «Колыбельная» повествует о том, как молодая еврейка от ужаса, что немецкий солдат раздавит сапогом её грудного ребёнка, сходит с ума и сама душит малыша. В рассказе «Сливки» фашисты вешают мать трёх маленьких детей лишь за то, что она не додала молока оккупантам. Рассказ «Была весна» — о любви, верности и гибели юной партизанки, в нём Герман удивительно точно предсказал то, как погибнут они с Марией…
Занадворов искал способы, как переправить рукописи к своим. Он задумал соорудить воздушный шар, привязать к нему бумаги и отправить в тыл. Для этого написал обращение: «Товарищ! Этот сверток из немецкого тыла. В нем рукописи — совесть журналиста, находящегося на оккупированной территории. Самая горячая, убедительная просьба: не задерживая ни на час, найти способ передать их в редакцию газеты „Красное знамя“ для поэта Бориса Полийчука». Часть его произведений таким образом улетела в неизвестность. В дальнейшем от затеи переправлять бумаги по воздуху пришлось отказаться: Герман боялся, что они пропадут.

В дневнике он пишет:
«Надо учиться терпению, но с каждым днем чувствую, как сдают нервы. Кажется порою, что схожу с ума. Но никому не имею права показать, что сдаю. Для здешних немногих товарищей я в какой-то степени пример…»

Дневник его обрывается словами:
«Если же не выживу, мои рассказы и записи…»
В ночь с 4 на 5 марта 1944 года, за неделю до освобождения села от фашистов, раздался условный стук в окно. Однако вместо партизан в дом ворвались полицаи. Германа кто-то предал. Его связали и увели. Мария бросилась за ним. Наутро их расстрелянные тела обнаружили в овраге за селом…
Незадолго до своей гибели Герман закопал во дворе ящик с рукописями. Отец Марии нашёл его после расстрела дочери и зятя. В 1946 году на могиле сына побывала мать Германа — Екатерина Павловна, приехавшая с Урала; рукописи она увезла с собой. В 1962-м Ольховое посетила сестра Германа Татьяна Леонидовна со своей 13-летней дочерью Наташей.

## Наследие
Из произведений Занадворова сохранились главы неоконченного романа, шесть рассказов, дневники (на 413 маленьких листочках, написанные мелким почерком), а также прощальные письма родителям и другу. Последнему он завещал свои рукописи в надежде, что тот их опубликует и сделает это как можно раньше. Мать Германа разыскала друга, однако он не принял архивов Занадворова: видимо, опасался ответственности за связь с человеком из оккупации.
Архив был увезён в Магнитогорск, и почти двадцать лет никто, кроме семьи Занадворовых, о нём не знал. Все понимали, что публиковать работы автора, находившегося в оккупации, в те времена было невозможно. Но спустя годы сестра Германа Татьяна Леонидовна, филолог, кандидат наук, 33 года проработавшая в Магнитогорском педагогическом институте, и несколько её студентов за четыре с половиной месяца расшифровали записи Занадворова. Вышло более 300 машинописных страниц. Рукопись Германа доверили прочесть Николаю Павловичу Воронову, магнитогорскому писателю, знакомому Татьяны. Он подготовил тексты к изданию, но «Дневник» ещё долго не выходил из печати. Мешала цензура. Но Воронов упорно добивался его публикации.
Вначале произведения Г. Л. Занадворова появлялись лишь в периодических изданиях. В 1961 году в газете «Магнитогорский рабочий» Воронов опубликовал очерк «Верность» о писателе Г. Л. Занадворове и его рассказ «Была весна». В 1962 году в журнале «Урал» (№ 8—10) разместили в сокращении «Дневник расстрелянного», а в журнале «Уральский следопыт» — два из довоенных рассказов Германа. В 1963 году в «Огоньке» (№ 15) были опубликованы очерк Н. Воронова «Рукописи, посланные на воздушном шаре», посвящённый Г. Л. Занадворову, и рассказ Германа «Увертюра». В том же 1963-м Николай Павлович прочитал по радио рассказ Занадворова «Дума про Калашникова», который в следующем году был опубликован в газете «Труд».
Лишь после обращения Николая Воронова в ЦК партии в Челябинске в 1964 году вышла в свет первая книга Германа Леонидовича «Дневник расстрелянного». Вошли в неё не только дневниковые записи Германа, но также главы из романа, рассказы, письма. Отклики на книгу были напечатаны в нескольких центральных изданиях, таких как газеты «Комсомольская правда» и «Литературная газета», журналы «Новый мир» и «Огонёк». А в 1967 году в Перми вышла из печати книга Н. Воронова «Братья Занадворовы», двухтомник «Ветер мужества», где были опубликованы произведения обоих братьев Занадворовых — Германа и Владислава.

## Память
Имя Германа Занадворова высечено на мемориале в Киеве погибшим в годы войны работникам Управления Юго-Западной железной дороги.